# Gündüz Kılıç
Gündüz Kılıç, soprannominato Baba (Papà) (Istanbul, 29 ottobre 1918 – New York, 17 maggio 1980), è stato un allenatore di calcio e calciatore turco, di ruolo attaccante.
Nato ad Istanbul nel 1918 in territorio Ottomano, Kılıç veste per un decennio, non consecutivo, la divisa del Galatasaray. In mezzo ai due periodi vissuti ad Istanbul una parentesi nella capitale turca con il Demirspor. Nel 1948 partecipa alle Olimpiadi di Londra con la Nazionale turca con la quale totalizza 11 presenze e 5 reti tra il 1948 e il 1953. Dopo i successi vissuti da calciatore Kılıç tenta la carriera da allenatore: in quindici anni coglie diversi importanti successi alla guida del Galatasaray, allenando anche la Turchia nel 1954, prima di passare all'Altay per poi chiudere l'esperienza manageriale al Beşiktaş. Nel 1980 si spegne a New York e le sue spoglie vengono trasportate ad Istanbul.

## Palmarès

### Calciatore
- Milli Küme Şampiyonası: 1

Galatasaray: 1938-1939
- Istanbul Lig: 1

Galatasaray: 1948-1949
- Istanbul Futbol Kupası: 2

Galatasaray: 1941-1942, 1942-1943

### Allenatore
- Istanbul Lig: 2

Galatasaray: 1955-1956, 1956-1957
- Süper Lig: 2

Galatasaray: 1961-1962, 1962-1963
- Türkiye Kupası: 3  (record condiviso con Fatih Terim, Ahmet Suat Özyazıcı e Aykut Kocaman)

Galatasaray: 1962-1963, 1964-1965, 1965-1966
- Türkiye Süper Kupası: 1

Galatasaray: 1966